# Karel Klíč

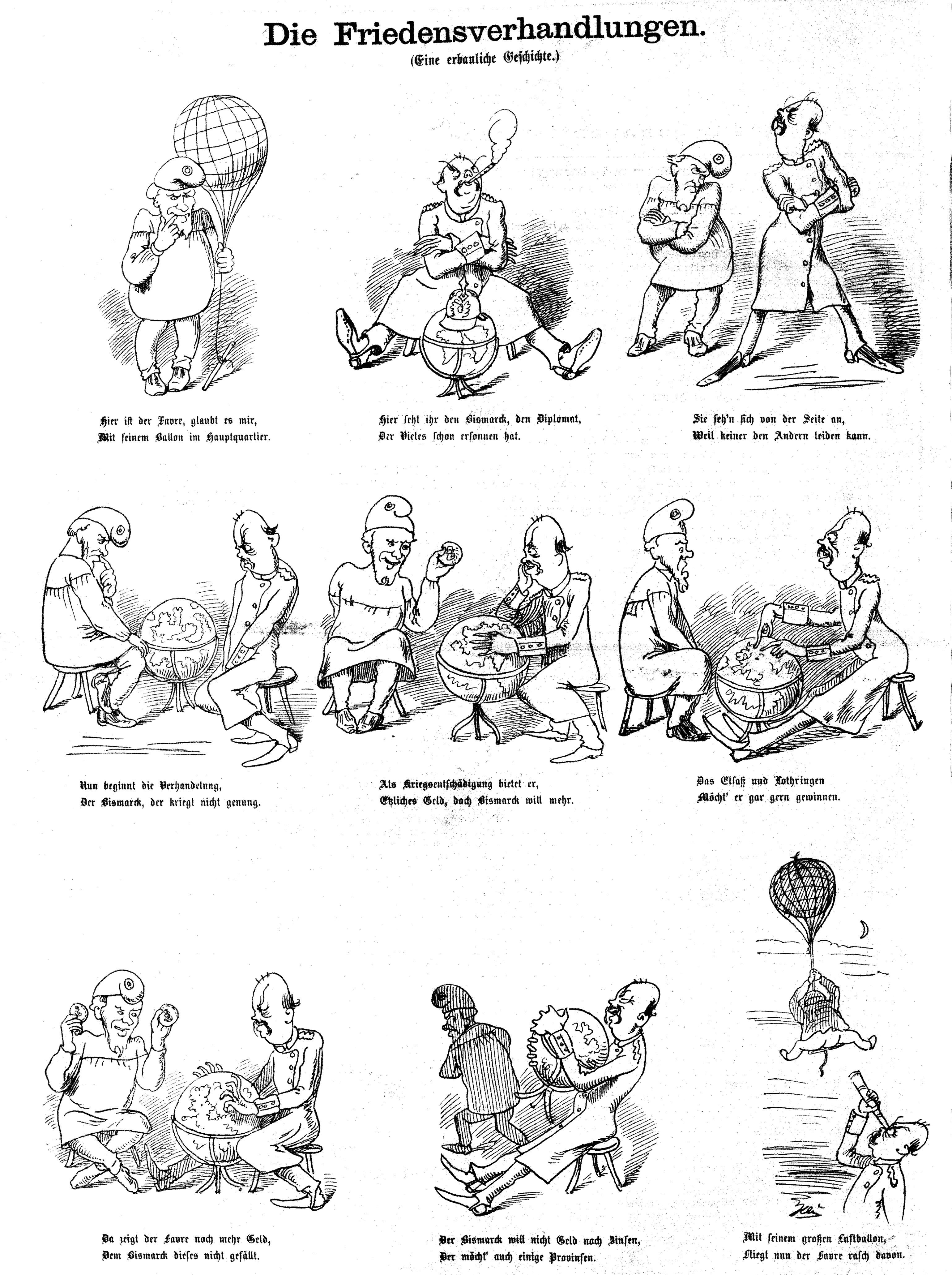
Komiks Karla Klíče z r. 1870, komentující neúspěšná mírová jednání J. Favra a Otto von Bismarcka během prusko-francouzské války

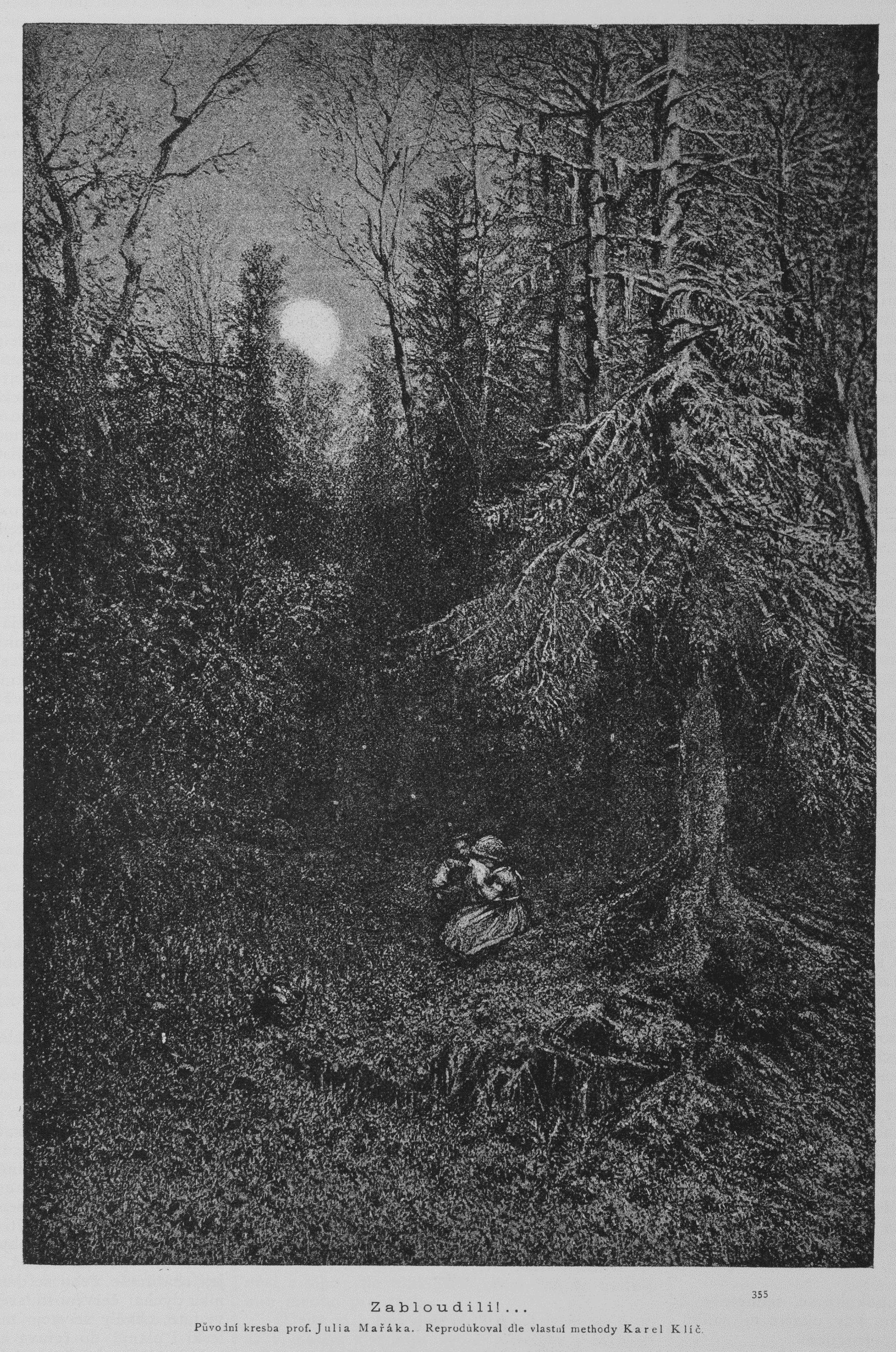
Kresba J. Mařáka (Zabloudili), reprodukována do časopisu metodou Karla Klíče

Karel Václav Klíč (30. května 1841 Hostinné – 16. listopadu 1926 Vídeň) byl český malíř, karikaturista, fotograf a grafický technik. V roce 1878 vynalezl heliogravuru, při pobytu v Anglii v roce 1890 proces zdokonalil. V roce 1892 sestrojil první hlubotiskovou rotačku.

## Život
Narodil se v papírně v Hostinném zvané Labský mlýn. Matka zemřela krátce po jeho narození. Jeho dětství bylo poznamenáno úrazem, po kterém celý život kulhal. V roce 1848 se dostal do Prahy s otcem, který se účastnil bojů na barikádě. Karel byl, stejně jako jeho otec, v neustálé opozici proti rakouskému režimu. V roce 1857 se zapsal na malířskou akademii.  Nedlouho poté byl předveden na policii za kresbu hanobící c.k. ministra Rakouska a navíc tam ztropil výtržnost. Za trest byl vyloučen z Akademie a vypovězen z Prahy. Potom se živil malováním a později se mu podařilo Akademii přece jen dostudovat. Kreslil portréty Boženy Němcové, Anny Náprstkové, Jindřicha Fügnera, litografie Františka Riegra, Františka Palackého, Karla Havlíčka Borovského a dalších osobností.
Seznámil se s fotografií a v roce 1862 odjel za otcem do Brna, kde založili společnou fotografickou dílnu Raffael. Fotografoval zde brněnské občany, v roce 1866 vítězné Prušáky. Ateliér byl dobrá živnost, která pomohla rodině dostat se z dluhů. Bouřlivák Klíč však navíc založil satirický časopis, ve kterém uveřejňoval pod jménem Šperhák karikatury. Po zásahu cenzury byl časopis zakázán a Klíč v roce 1867 odešel do Budapešti, kde kreslil na zakázku pro maďarský časopis Kulihrášek. Roku 1869 se usadil ve Vídni, kde kreslil ve společnosti herců a zpěváků. Živil se velmi úspěšně jako koncertní malíř a karikaturista. Kreslil pravou i levou rukou, zády k obecenstvu nakreslil celou první řadu, kreslil i vzhůru nohama, prostě jak jej zrovna napadlo.
Byl nejen bravurním kreslířem, ale také maloval – např. portrét Jindřicha Fügnera, jednoho ze zakladatelů Sokola, kreslil Garibaldiho, kněžnu Metternichovou, Palackého aj. Byl i zručným litografem, dokonale ovládal mědiryt i lept. Při rytí dřevorytů pro časopisy často přemýšlel, zda by se dala rytecká práce usnadnit pomocí fotografie. Intenzivně se zabýval reprodukcí polotónových obrazů na papír. Když poznal obtíže tisku z výšky, soustředil se na tisk z hloubky. Namáhavé pokusy přinesly ovoce o silvestrovské noci roku 1878, která se stala datem vynálezu heliogravury.
Byl důvěřivý a nedal si svůj vynález patentovat. Když mu byl nápad odcizen, nezbylo než začít s novými pokusy. Chtěl nyní tisknout obrázky strojně ve velkém množství. Po špatných zkušenostech své pokusy tajil. Rok 1890 je rokem vynálezu rotačního stíracího hlubotisku.
V anglickém Lancasteru navštívil firmu Storey Brothers & Co. Ltd., slavný grafický závod. Tam jeho nabídku nového hlubotiskového stroje okamžitě přijali.
Původně měl Klíč v úmyslu hned odcestovat, ale nakonec strávil v Anglii mnoho let. Od roku 1891 byl společníkem firmy Rembrandt Intaglio Printing Company, zahajující jako první hlubotiskovou reprodukci.  V roce 1895 byla v Lancasteru založena tiskárna, která se věnovala zejména tisku uměleckých děl. Stal se v ní ředitelem a posléze i spolumajitelem.
Po první světové válce byl označen za Rakušana a byl mu zabaven majetek. Vrátil se do Vídně, kde téměř slepý v roce 1926 zemřel.
V roce 1957 byl v Československu natočen dokumentární film Karel Klíč - vynálezce hlubotisku, přibližující život a dílo tohoto českého vlastence. 

## Vynález
Den před Silvestrem 1878, kdy vynalezl heliogravuru, prováděl pokusy s měděnou deskou. Práce se mu nedařila a tak desku uložil do zásuvky stolu. V ní však měl uložen asfaltový prášek k naprašování desek pro tisk z výšky. Zvířený prášek se na desku usadil v rovnoměrné vrstvě. Když si toho všiml, nahřál desku nad plamenem, až se k ní asfaltový prášek přitavil. Do této vrstvy vyleptal obrázek. Hned ráno vzbudil tiskaře Pissaniho, aby mu zhotovil otisky. Byly dokonalé, takže zdařilý obrázek věnoval své ženě jako novoroční dárek. Tak vznikla heliogravura; použitá metoda se však hodila jen pro tisk na ručním lisu, proto ji později zdokonalil.
Zdokonalení techniky spočívalo v nahrazení asfaltového zrna pravidelnou jemnou sítí. Obraz k leptání se tak rozložil na drobnohledné čtverečky, takže vznikla jakási mřížka. Buňky byly různě hluboké, v tmavších partiích obrazu bylo barvy více, v místech světlejších méně. Proto i vrstva barvy přenesená na papír byla nestejná a tištěné reprodukce měly měkké polotónované přechody a hluboké stíny.
Jeho vynález je svým významem srovnatelný s vynálezem knihtisku J. Gutenberga, protože vytvořil podmínky pro uplatnění nové polygrafické techniky pro tisk ilustrovaných časopisů, obalů, uměleckých děl apod. v masovém rozsahu.

## Galerie

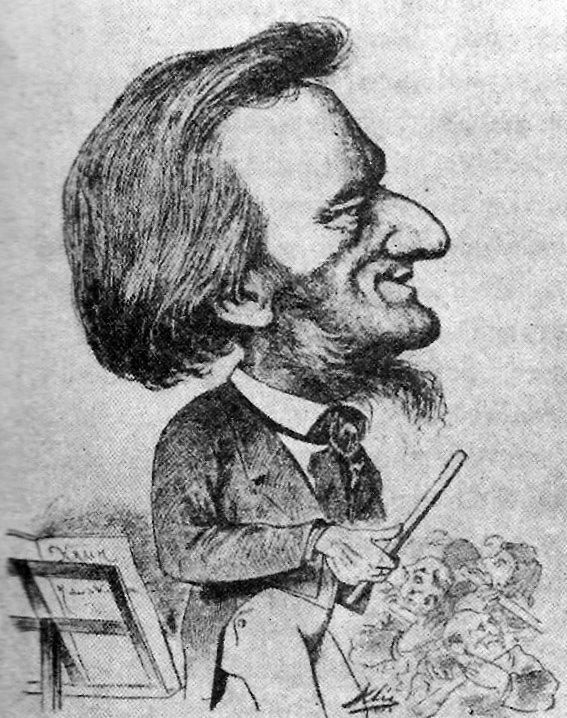
Richard Wagner, karikatura, Humoristische Blätter, 1873
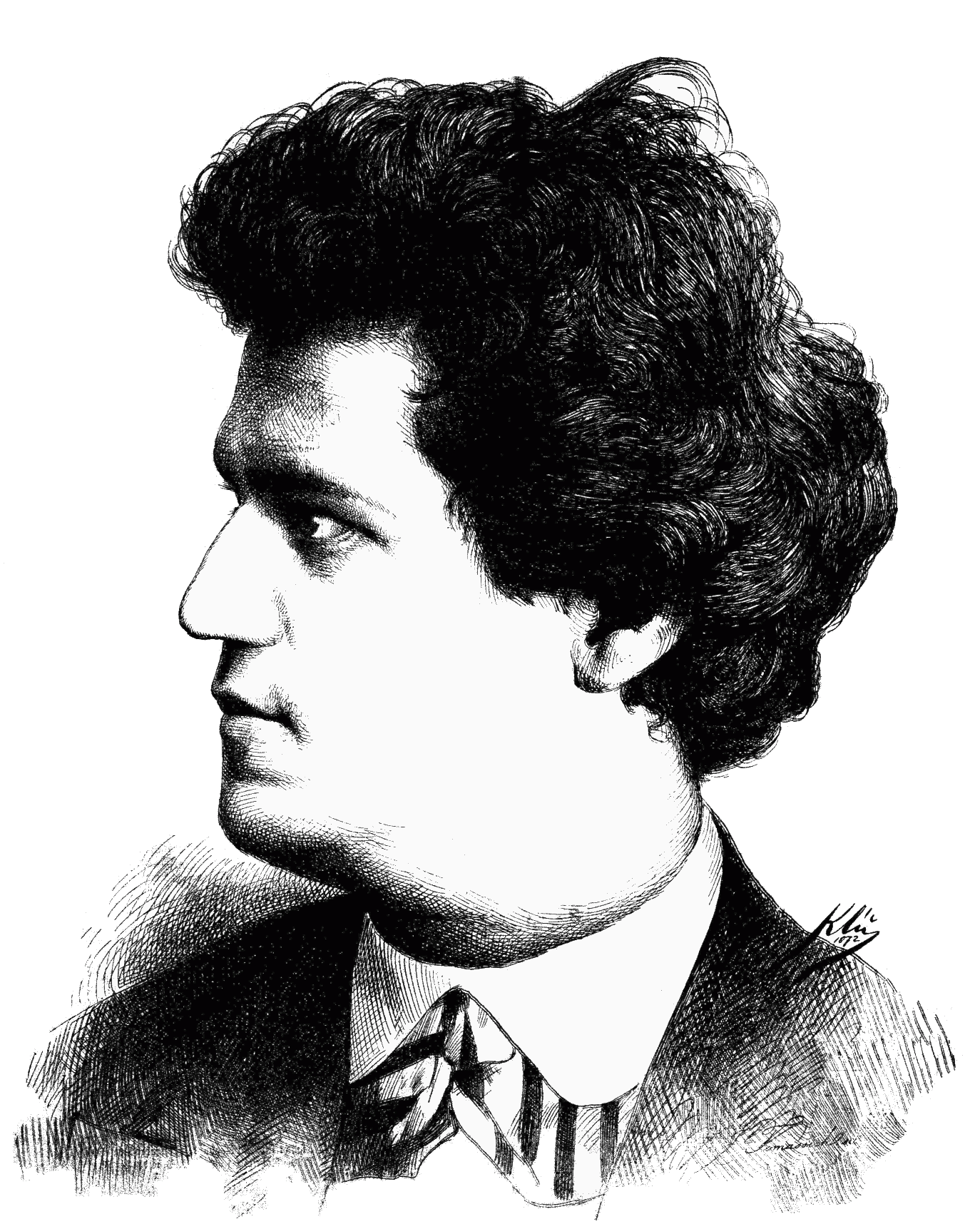
Emerich Robert, 1872